# 梅塞德斯·德·阿考斯塔
梅塞德斯·德·阿考斯塔（Mercedes de Acosta，1893年3月1日—1968年5月9日）是一位美國詩人、劇作家、服装设计師和上流人士。
阿考斯塔制作过四部戲劇，發表過一部小說和三本詩集。

## 个人生活
阿考斯塔与百老汇和好莱坞的许多明星有同性恋关系，并且没有试图掩盖她的性取向，这在她这一代十分罕见。她與许多好萊塢的同性戀女性（包括瑪琳·黛德麗、葛麗泰·嘉寶、Alla Nazimova、塔玛拉·卡萨维娜、伊娃·列·高丽安、伊莎朵拉·鄧肯、凯瑟琳·康奈尔、Ona Munson、阿黛尔·雅士提和据称塔卢拉·班克黑德等）有關係，其自傳《Here Lies the Heart》的爭議也正在于此。
格特魯德·斯泰因的情人，也是阿考斯塔的好朋友Alice B. Toklas评价她道：
"…你不能對梅塞德斯掉以輕心——她擁有美國最重要的兩個女人——葛麗泰·嘉寶和瑪琳·黛德麗。"
阿考斯塔是一个自由主义者，具有古巴和西班牙血统。1936年开始关注西班牙内战，她支持共和党政府反对佛朗哥法西斯政权。她也是妇女权利的积极倡导者。
她是一个素食主义者，倡导尊重动物，拒穿皮草。